# Трофейная жена

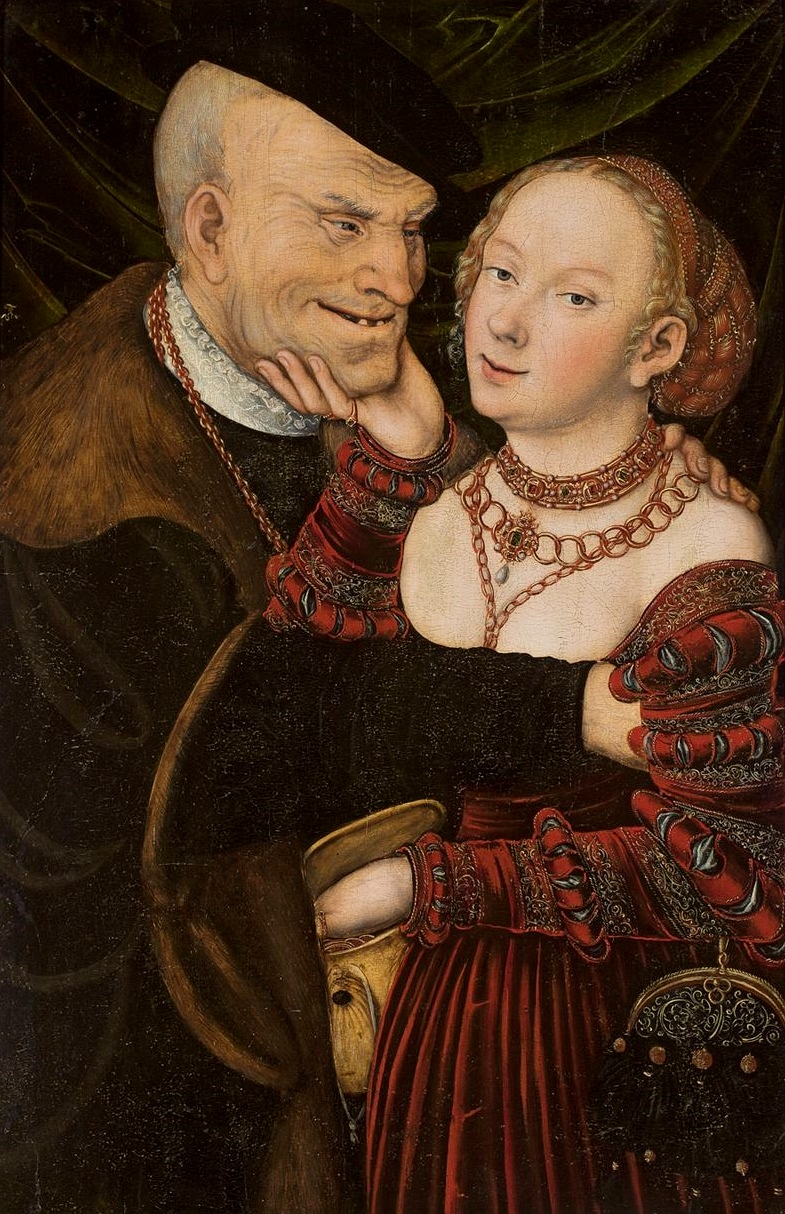
Картина «Негармоничная пара», художник Лукас Кранах (около 1550 года; MNW)

Трофе́йная жена́ (англ. trophy wife) ― жена, которая рассматривается как символ статуса мужа. Термин часто используется в уничижительном или пренебрежительном смысле, подразумевая, что такая жена имеет мало личных достоинств, кроме своей внешней привлекательности, требует значительных затрат на поддержание своей внешности, часто неразумна или неискушённа. Трофейная жена, как правило, относительно молода и привлекательна. Она может быть второй или третьей женой пожилого и богатого мужчины. Трофейный муж ― мужской эквивалент данного термина.
Наличие трофейной жены у мужа указывает на его нарциссизм и потребность произвести впечатление, а также на то, что он не может привлечь сексуальный интерес привлекательной женщины по какой-либо причине, кроме его богатства или положения.

## История
Этимологическое происхождение термина до сих пор вызывает споры. Одно из утверждений состоит в том, что термин первоначально появился в газете The Economist за 1950 год, ссылаясь на историческую практику воинов, которые присваивали себе самых красивых женщин во время битвы, чтобы привести их домой в качестве трофея. Уильям Сафир утверждал, что термин был придуман старшим редактором журнала Fortune, Джули Коннелли, в статье для обложки номера от 28 августа 1989 года и сразу же вошёл в обиход. Многие источники утверждают, что термин был придуман ранее. Например, словарь Online Etymology Dictionary цитирует 1984 год. Оксфордский словарь английского языка утверждает, что термин появился 28 августа 1989 года.

## В массовой культуре
- Брак бывшей playmate Анны Николь Смит с нефтяным миллиардером Говардом Маршаллом широко освещался американскими СМИ в качестве выдающегося примера этой концепции[8]. На момент их брака ему было 89 лет, а ей ― 26[9].
- В фильме Оливера Стоуна «Каждое воскресенье» подразумевается, что Синди Руни не что иное, как трофейная жена стареющей и увядающей футбольной звезды, защитника и капитана команды Кэпа Руни, больше заботящаяся о своём богатстве и социальном статусе, чем о здоровье и благополучии своего мужа.